# Mariakerk ('t Zandt)
De Mariakerk is een middeleeuwse kerk in het Groninger dorp 't Zandt.

## Beschrijving
Het oudste deel van de kerk is het romanogotische schip uit de dertiende eeuw. Het gotischekoor dateert uit de vijftiende eeuw, door deze aanbouw ging de oorspronkelijke sluitgevel uit de romanogotische periode verloren.
Aan de oostzijde van het koor staat een losstaande toren uit de dertiende eeuw. Gebruikelijk is dat de toren zich aan de westzijde van een kerk bevindt. De toren in 't Zandt vormt hierop een uitzondering. De toren werd tweemaal gerestaureerd in 1714 en in 1762, zoals blijkt uit twee gedenkstenen in de toren. De klokken in de toren dateren uit 1501 en uit 1693. De oudste klok is afkomstig van de Der Aa-kerk uit Groningen en kwam via Leermens in 't Zandt terecht.
In de kerk is een deel van de oorspronkelijke schilderingen bewaard gebleven. Zo zijn er afbeeldingen te zien van het Laatste Oordeel, van de evangelisten, van diverse heiligen en van de Jezus als Man van Smarten. De preekstoel dateert uit 1823.
De kerk werd in de periode 1962 tot 1967 gerestaureerd. Het plan daarvoor werd gemaakt door de architect Rienk Offringa. In 2023 vonden herstel- en restauratiewerkzaamheden plaats na schade veroorzaakt door bodemdaling en aardschokken als gevolg van de aardgaswinning in dit deel van Groningen.

## Orgel
Het pijpwerk van het kerkorgel dateert uit 1662. Verondersteld wordt dat het gebouwd is door Hendricus Huisz. Orgelbouwers als Albertus Antoni Hinsz, Heinrich Hermann Freytag en Frans Casper Snitger hebben het orgel in de 18e eeuw verder vormgegeven. Rond 1900 heeft Jan Doornbos (de orgelmaker met de bijnaam "Jan Avontuur") een aantal wijzigingen aangebracht die het orgel zijn karakteristieke kenmerken ontnamen. Tijdens de restauratie van de kerk vanaf 1962 was het orgel tijdelijk verwijderd en in 1966 werd alleen het rugpositief teruggeplaatst. Wegens geldgebrek duurde het tot 1990 voordat een restauratie van het volledige instrument door de firma Bakker & Timmenga gereed was. Daarbij werd het zoveel mogelijk hersteld in de staat waarin H.H. Freytag het in 1792 had gebracht. Het orgel heeft twee manualen, zestien registers (waarvan acht uit 1662 en drie uit 1792) en een aangehangen pedaal.

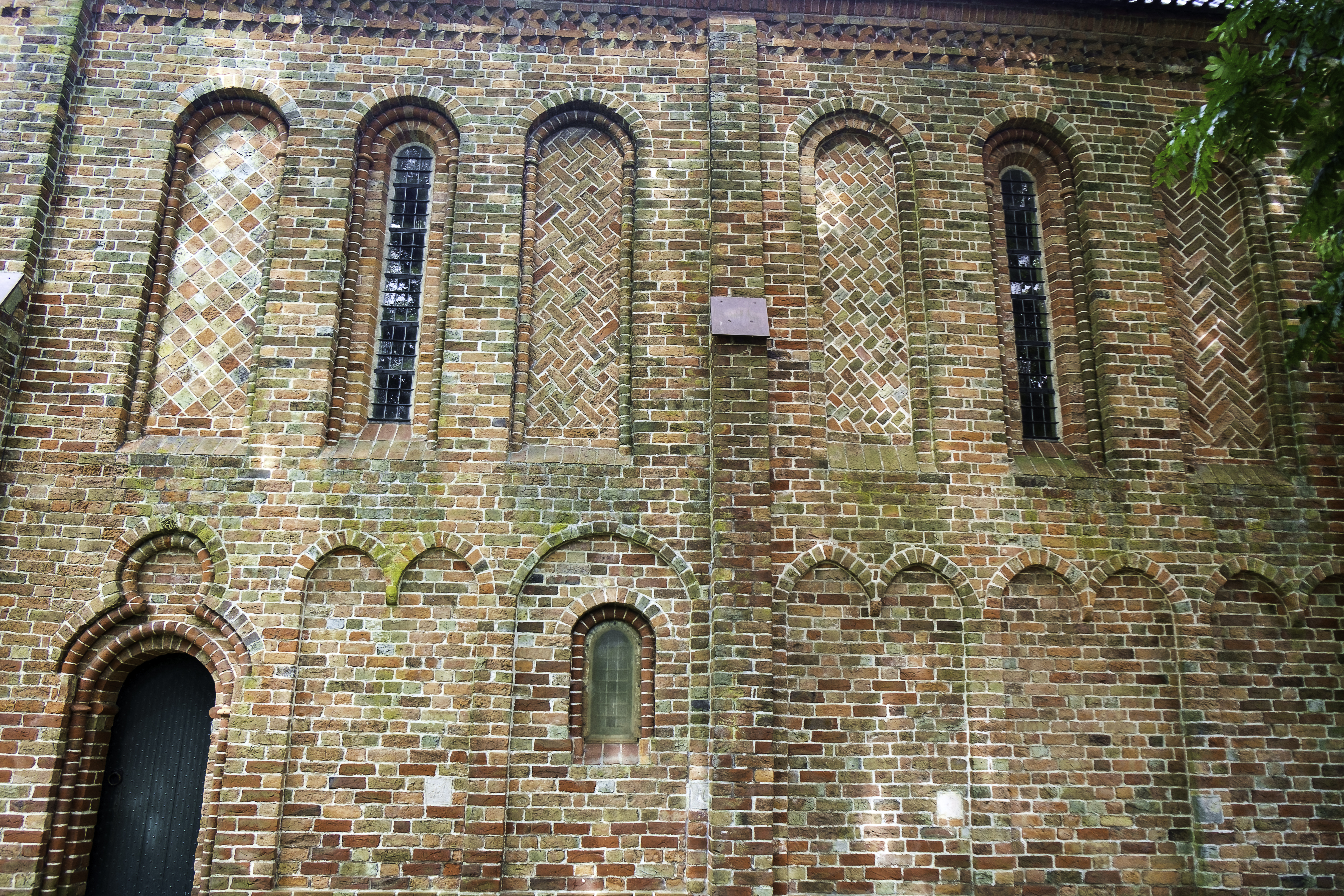
Romanogotiek in de buitenmuur
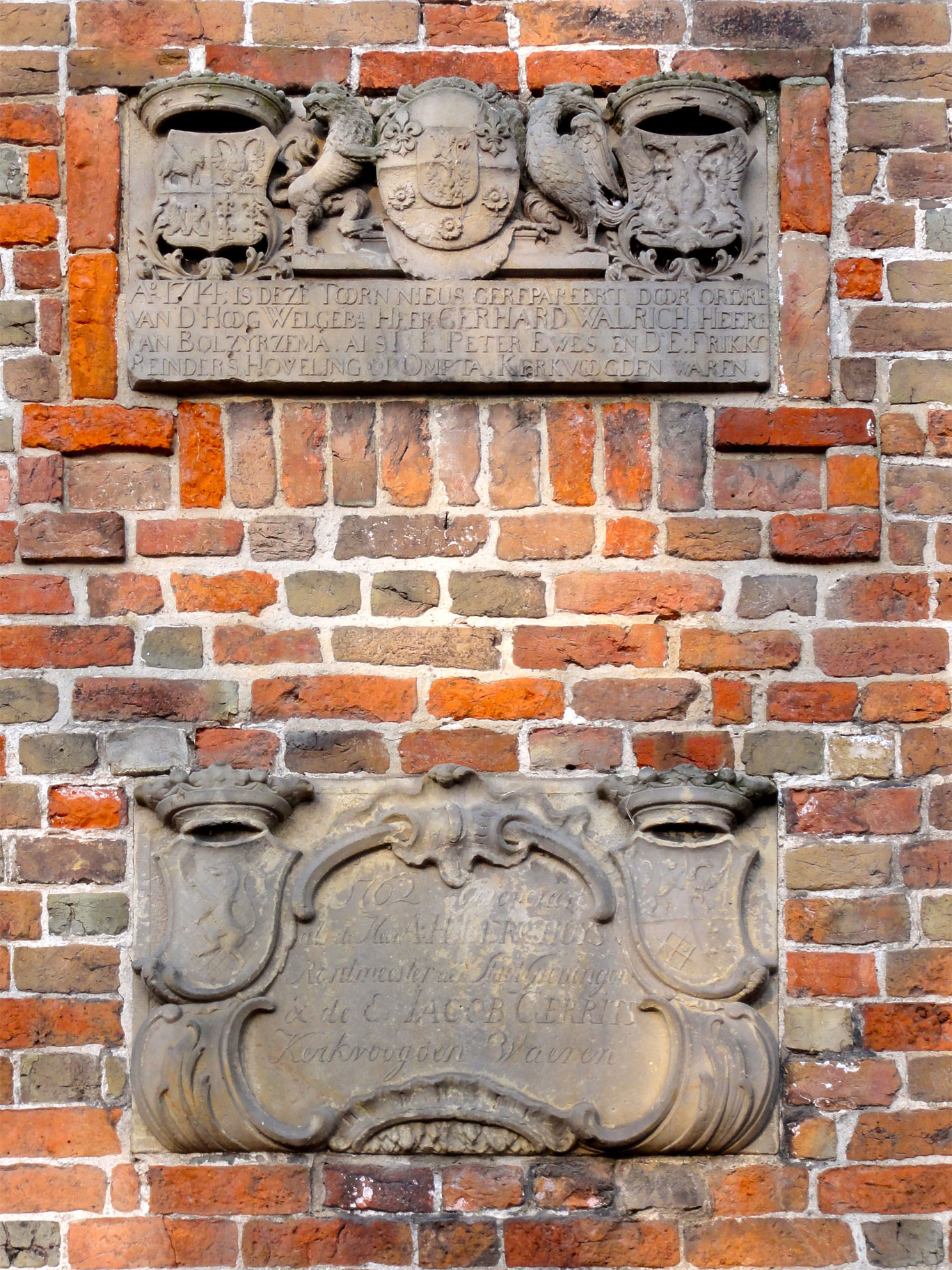
De beide gedenkstenen van de restauraties van 1714 en in 1762 in de kerktoren
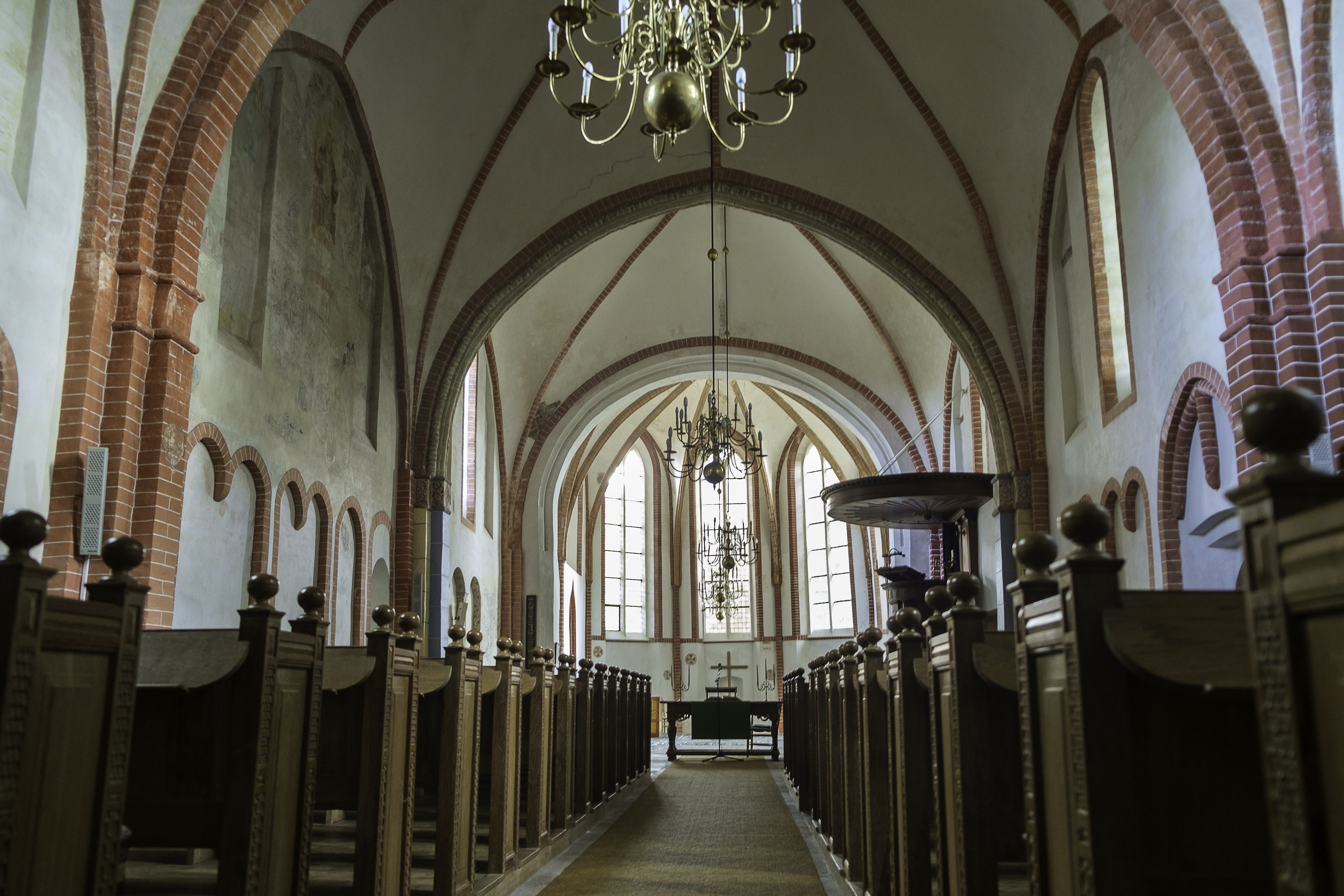
Interieur
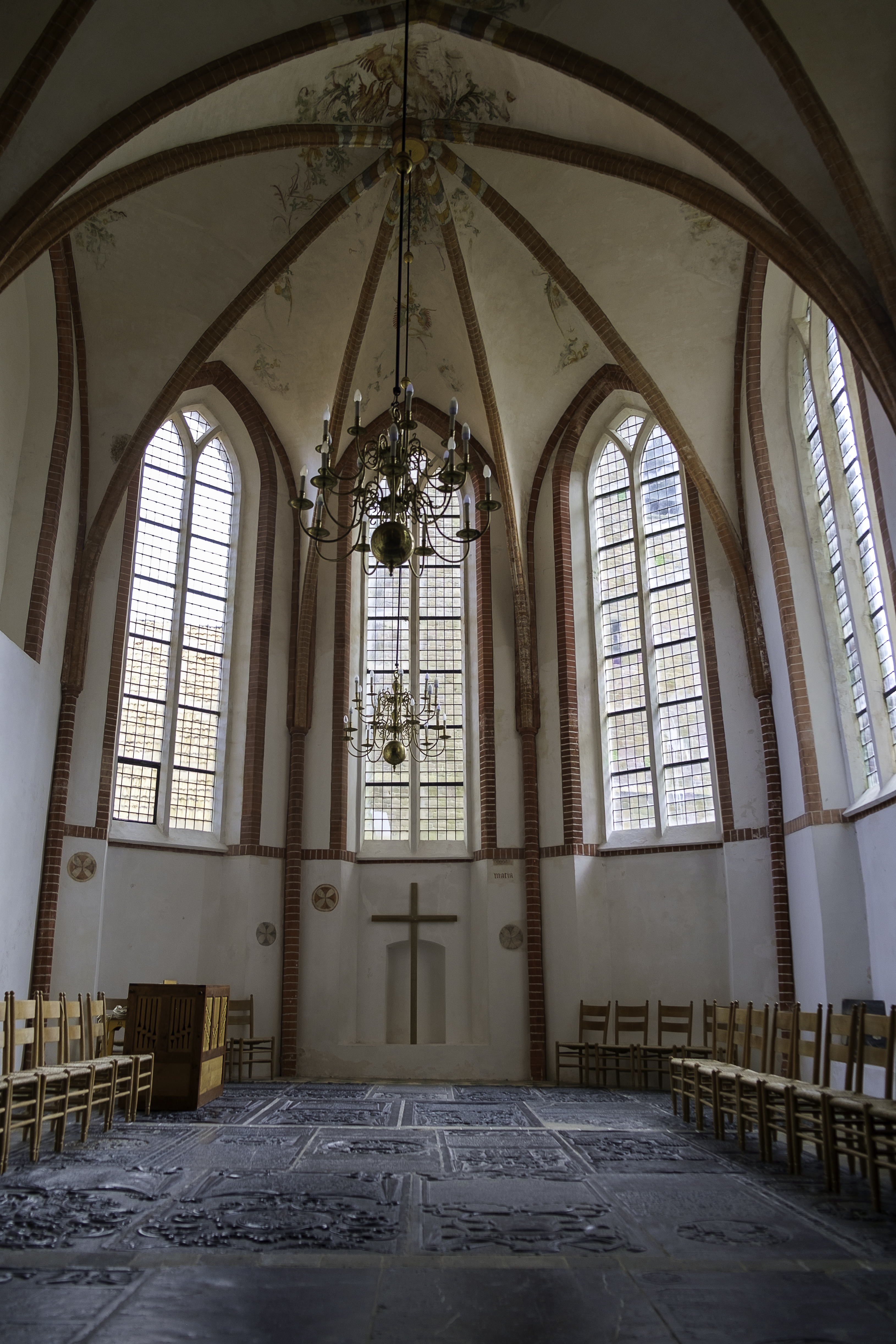
Koor
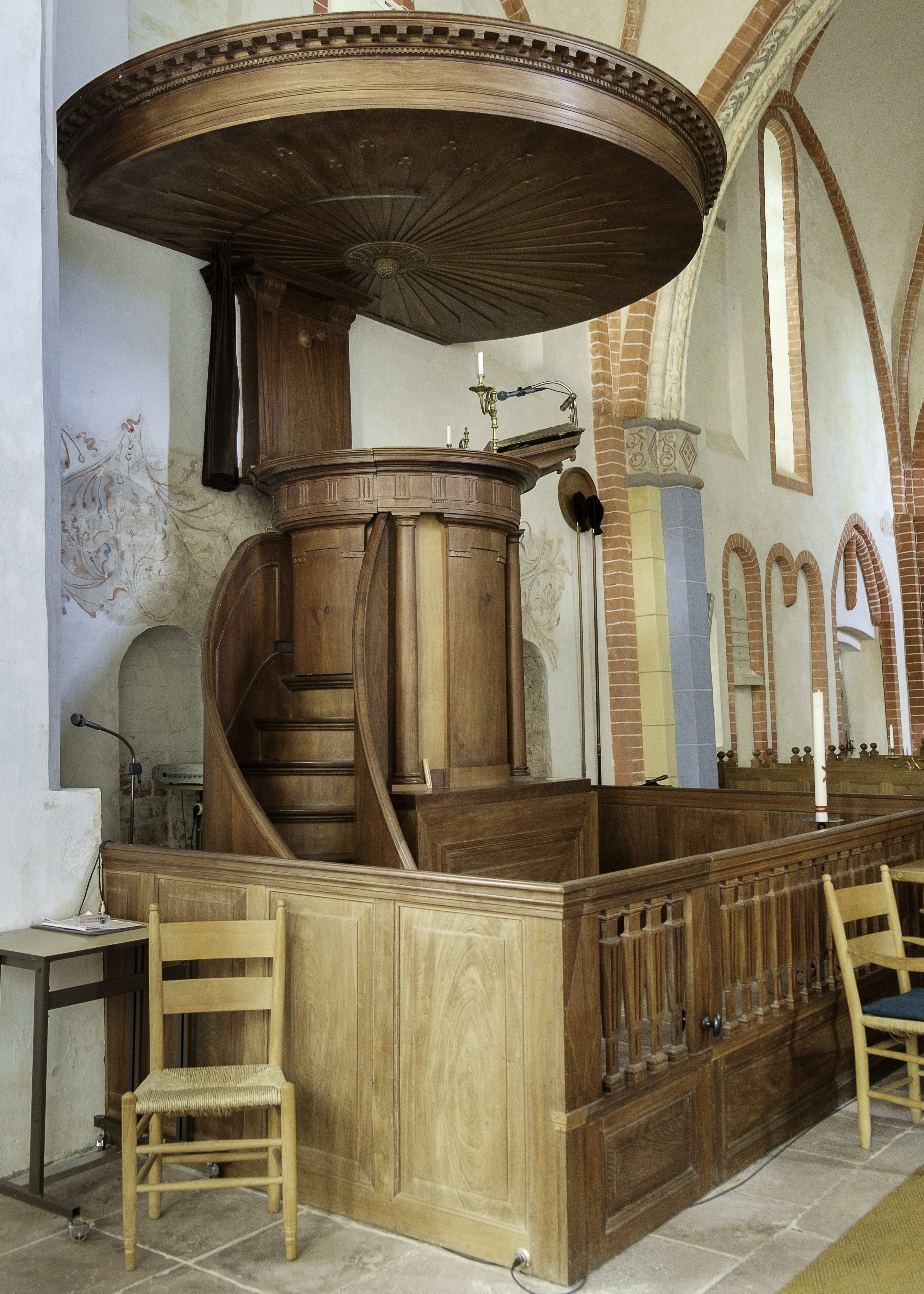
Preekstoel
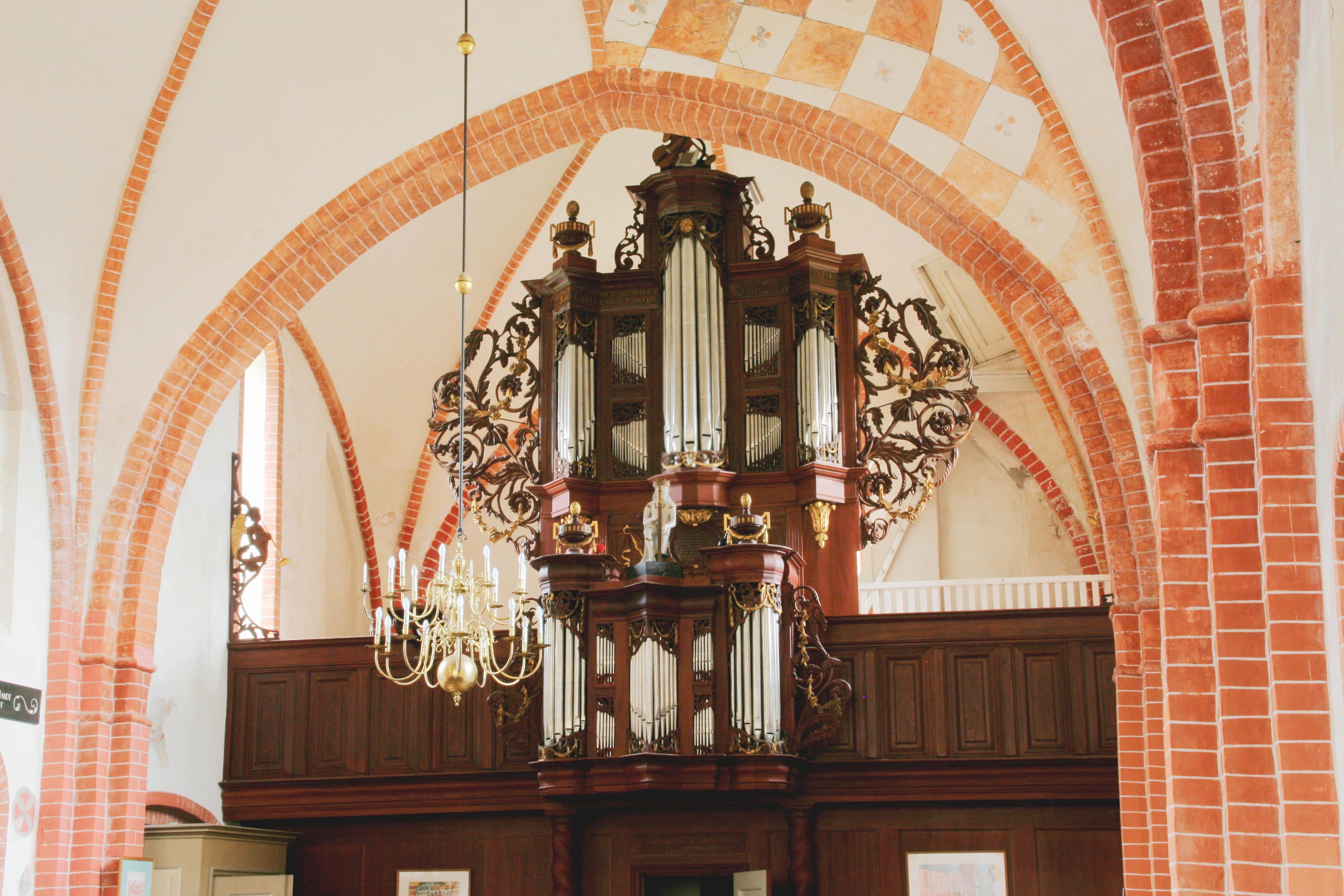
Het orgel, waarvan de oudste delen dateren uit 1662
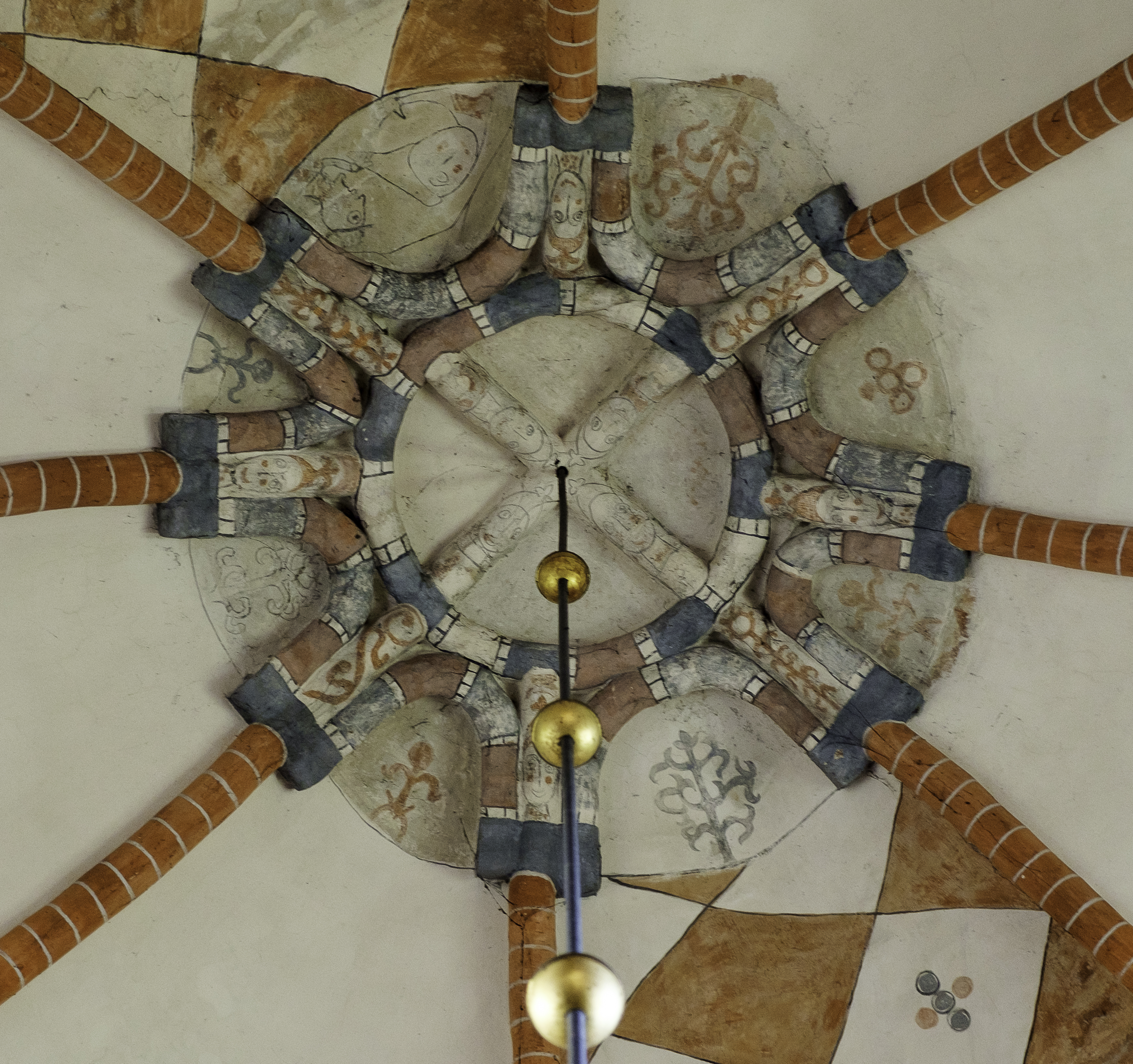
Sluitring in een van de gewelven
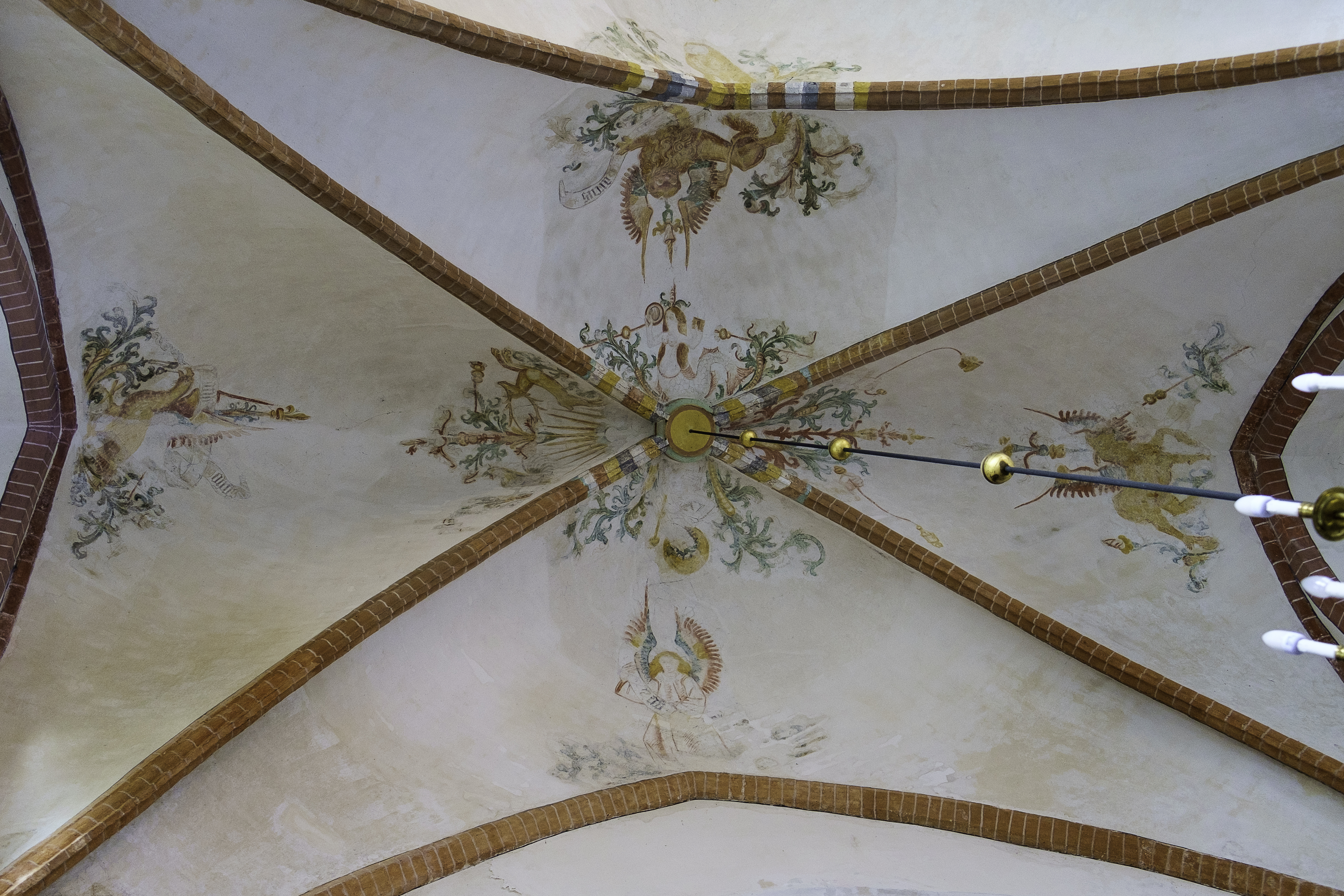
Gewelfschilderingen
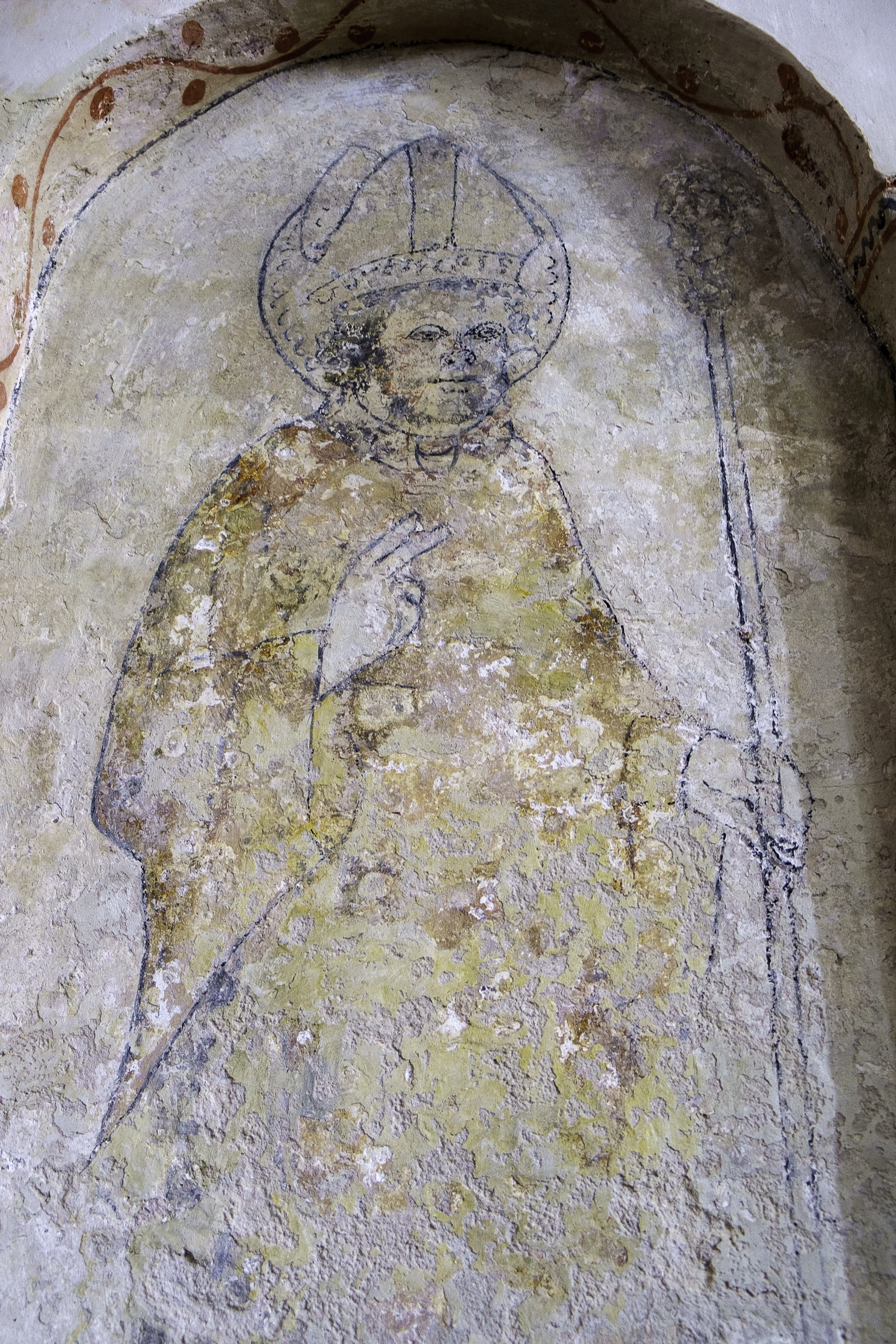
Wandschildering van een heilige
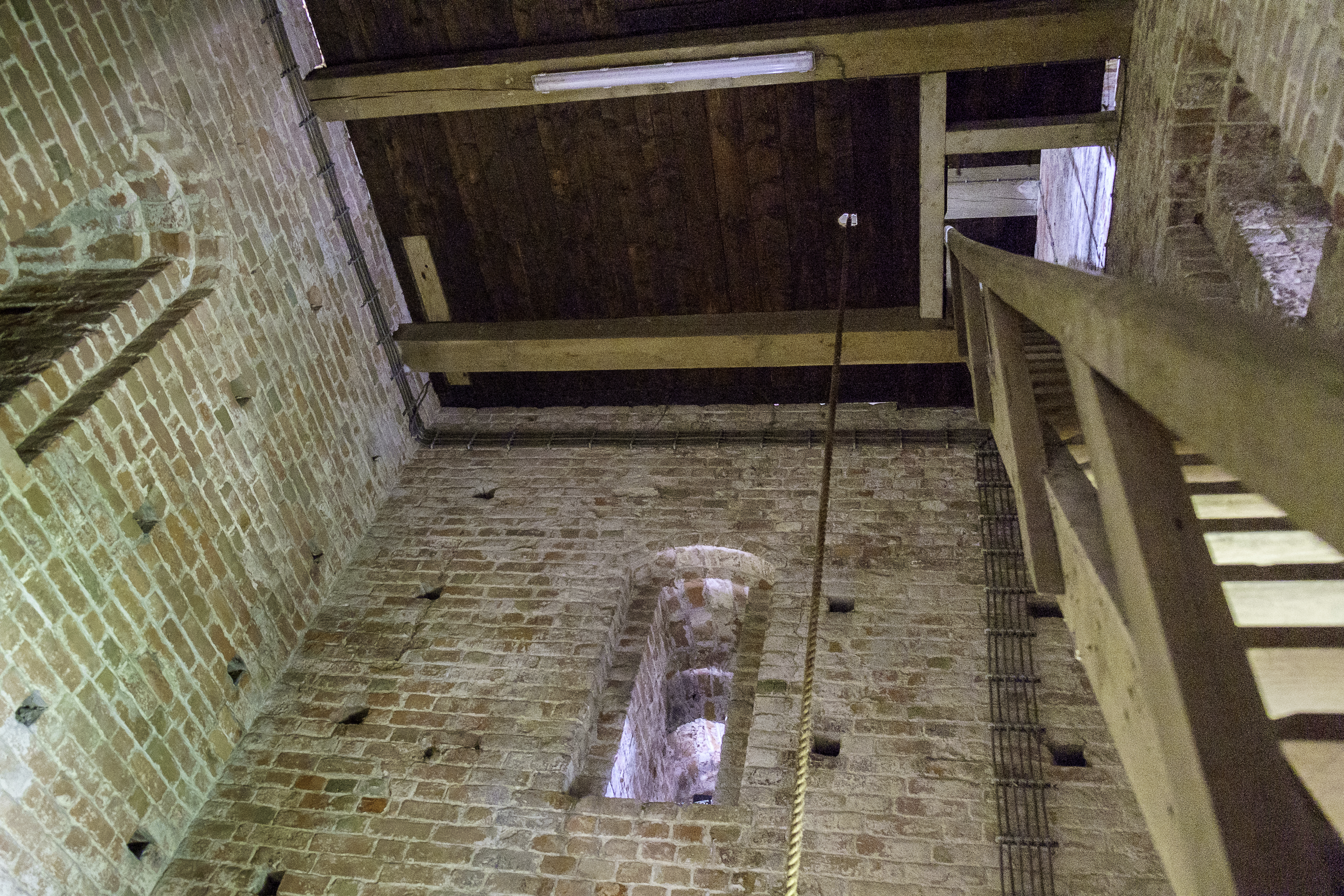
Binnenzijde toren